# 西尔瓦诺·贝尔蒂尼

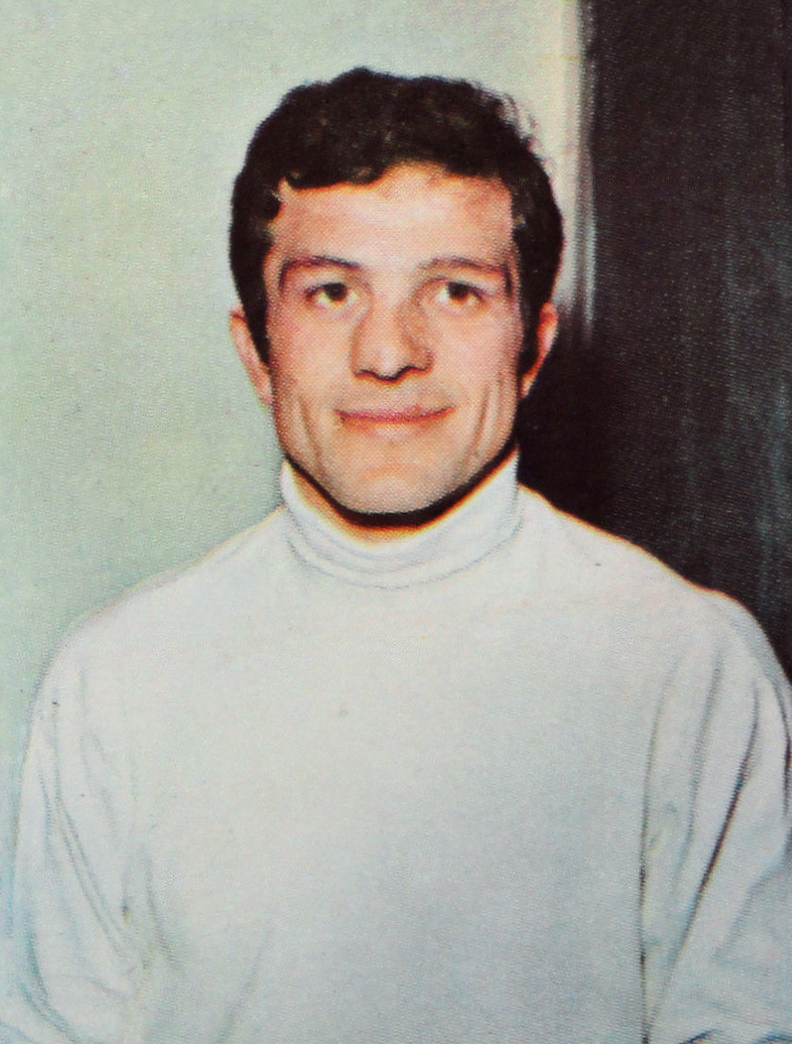
西尔瓦诺·贝尔蒂尼

西尔瓦诺·贝尔蒂尼（義大利語：Silvano Bertini，1940年3月27日—2021年6月27日），意大利男子拳击运动员。他曾代表意大利参加1964年夏季奥林匹克运动会拳击比赛，获得男子沉量级铜牌。